# Nautilus (sous-marin italien)
Pour les articles homonymes, voir Nautilus.
Le Nautilus est un sous-marin, navire de tête de la classe Nautilus, en service dans la Regia Marina lancé au début des années 1910 et ayant servi pendant la Première Guerre mondiale.

## Caractéristiques
La classe Nautilus déplaçait 225 tonnes en surface et 303 tonnes en immersion. Les sous-marins mesuraient 40,96 mètres de long, avaient une largeur de 4,3 mètres et un tirant d'eau de 2,93 mètres. Ils avaient une profondeur de plongée opérationnelle de 40 mètres. Leur équipage comptait 2 officiers et 17 sous-officiers et marins.
Pour la navigation de surface, les sous-marins étaient propulsés par deux moteurs diesel Sulzer de 300 chevaux-vapeur (cv) (220 kW) chacun  entraînant deux arbres d'hélices. En immersion, chaque hélice était entraînée par un moteur électrique Ansaldo de 160 chevaux-vapeur (118 kW). Ils pouvaient atteindre 13,2 nœuds (24,4 km/h) en surface et 8 nœuds (14,8 km/h) sous l'eau. En surface, la classe Nautilus avait une autonomie de 1 000 milles nautiques (1 850 km) à 10 nœuds (18,5 km/h); en immersion, elle avait une autonomie de 64 milles nautiques (118 km) à 4 nœuds (7,4 km/h).
Les sous-marins étaient armés de 2 tubes lance-torpilles à l'avant de 45 centimètres et de 1 tube lance-torpilles sur le pont de 450 mm (qui sera supprimé plus tard), pour lesquels ils transportaient un total de 4 torpilles.

## Construction et mise en service
Le Nautilus est construit par le chantier naval de l'Arsenal de Venise à Venise en Italie, et mis sur cale le 1er août 1911. Il est lancé le 25 avril 1913 et est achevé et mis en service le 9 septembre 1913. Il est commissionné le même jour dans la Regia Marina.

## Historique
Une fois en service, le Nautilus est affecté au IIIe Escadron de sous-marins à Brindisi,. Il est commandé par le lieutenant de vaisseau (tenente di vascello) Roberto Colombo.
Pendant les deux années de paix où il est en service, il a affecté à de courtes croisières d'entraînement.
En mai 1915, lorsque l'Italie est entrée dans la Première Guerre mondiale, il est détaché à Tarente, mais il retourne ensuite à sa base de Brindisi.
Pendant la Première Guerre mondiale, il joue un rôle offensif le long de la côte dalmate, où il y a un trafic d'unités austro-hongroises, mais il ne rencontre jamais de navires ennemis.
En juin 1917, il est transféré de Brindisi à Tarente, où il est employé pour défendre ce port. Le lieutenant de vaisseau Cugia prend le commandement du sous-marin.
Au total, il a effectué 21 missions offensives et 44 missions défensives, avec 859 heures de navigation en surface et 577 heures en immersion.
En 1918, sous le commandement du lieutenant de vaisseau Carlo Balsamo, il est affecté au Groupe de sous-marins non armés et, avec l'unité de soutien Missana, est déployé à Gallipoli. Il est employé comme navire-école pour les opérateurs d'hydrophones.
Radié à la fin de la guerre le 31 juillet 1919, il est mis au rebut.